# Kittanning (Pensilvania)
Kittanning es un borough ubicado en el condado de Armstrong en el estado estadounidense de Pensilvania. En el año 2000 tenía una población de 4.787 habitantes y una densidad poblacional de 1,781.9 personas por km².

## Geografía
Kittanning se encuentra ubicado en las coordenadas 40°49′12″N 79°31′17″O / 40.82000, -79.52139.

## Demografía
Según la Oficina del Censo en 2000 los ingresos medios por hogar en la localidad eran de $20,921 y los ingresos medios por familia eran $30,822. Los hombres tenían unos ingresos medios de $29,036 frente a los $20,040 para las mujeres. La renta per cápita para la localidad era de $13,787. Alrededor del 16.4% de la población estaba por debajo del umbral de pobreza.